# Leguán fidžijský
Leguán fidžijský (Brachylophus fasciatus), též zvaný fidžský nebo modravý, je smaragdově zelený ještěr z čeledi leguánovití. Velmi rád leze po stromech, na jejichž větvích se obratně pohybuje. Rovněž patří k dobrým plavcům. Může být dlouhý až 80 cm a dosahuje hmotnosti až 200 gramů. Leguán fidžijský je ohrožený druh plaza.
Latinský název Brachylophus je odvozený ze starořeckých slov brachys – „krátký“ a lophos – „hřeben“, poukazujících na jeho krátký ostnatý hřebínek táhnoucí se po jeho hřbetě. Slovo fasciatus je pak latinského původu, a v překladu znamená „pruhovaný“. V češtině se nazývá fidžijský podle oblasti ve které žije.

## Výskyt
Leguán fidžijský je endemitem ostrova Fidži a blízkých ostrovů s názvem; Wakaya, Moturiki, Beqa, Vatulele, Ono, Dravuni, Taveuni, Nggamea, Vanua, Balavu, Avea, Vatu Vara, Lakeba, Aiwa, Oneata, Vanua Levu, Totoya, Kabara, a Fulaga. Dále se vyskytuje na ostrovech Tonga, Wallis a Futuna, a nově pak na ostrově Vanuatu. Na těchto ostrovech žije asi 10 000 těchto leguánů.
Jeho biotopem jsou mokřady a pobřežní lesy. Často se objevuje i na zemědělských plantážích, protože je čím dál více omezován houstnoucí populací lidí.

## Popis

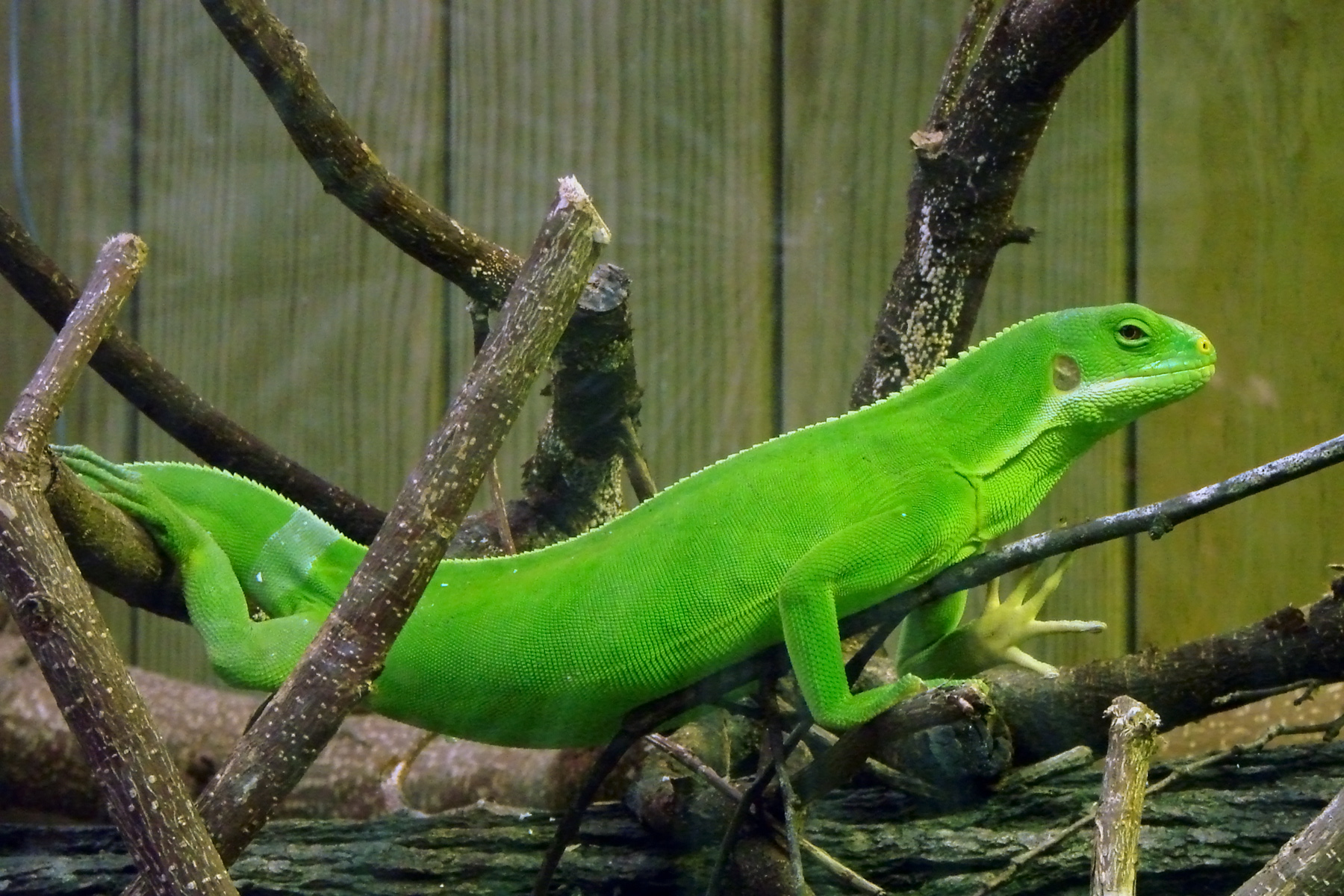
Samice leguána fidžijského má jednoduché zbarvení

Leguán fidžijský má smaragdově zelené tělo. Samec je větší než samice, a na těle a ocasu má svislé modré či světle zelené pruhy, zatímco samice toto zbarvení obvykle postrádá, nebo je v jejím případě méně výrazné. Leguán fidžijský disponuje extrémně dlouhým ocasem, jež je podstatně delší než jeho samotně tělo (dosahuje délky více než 40 cm). Používá jej k udržení rovnováhy, jelikož se pohybuje vysoko na větvích.

### Potrava
Leguán fidžijský je býložravec. Živí se výhonky listů a plodů nebo i květy keřů a stromů. Zejména pak květy ibišku. Také nepohrdne ovocem a pochutná si rád na banánech nebo papájách. V zajetí se mladiství živí i hmyzem. V dospělosti však tento druh potravy zpravidla odmítají.

### Způsob života
Leguán fidžijský je aktivní během dne. Mezi jeho každodenní činnost patří obstarání potravy, vyhřívání se na slunci a v neposlední řadě střežení svého území. Samec je totiž vysoce teritoriální. K zastrašení soupeře využívá svého zbarvení, které rázem zintenzivní. Dále se hbitě ohání hlavou ze strany na stranu a nafukuje své hrdlo, kvůli kterému se zdává větším a silnějším. Když ani to nepomůže, s otevřenou tlamou začne na narušitele doléhat zlověstnými skoky. K agresivní konfrontaci v soubojích o území dochází velmi často.
V období námluv lákají samci potenciální samice zvláštními pohyby hlavou a vyplazováním jazyka. Po páření asi za 5 měsíců snese samice 3 až 6 vajec do vyhrabané nory. Mláďata se líhnou o dalších 4 až 9 devět měsíců později (v závislosti na okolní teplotě), obvykle v období dešťů. Společně noru opouští, mapují své okolí a olizují vláhu z mokrých listů.

### Ohrožení
Leguán fidžijský je velmi ohrožený druh. Soustavně přichází o svá území kvůli zemědělskému rozvoji, a jen těžko se přizpůsobuje invazivním druhům predátorů, jako jsou kočky domácí (Felis silvestris f. catus) nebo třeba krysy, jež se živí jak leguány, tak i jejich vejci. Často je také chytají sběrači, kteří s nimi ilegálně obchodují.
Za těchto okolností je leguán fidžijský přísně chráněný druh v mezinárodních kruzích.